# كازاي جونز (شخصية خيالية)
أرنولد بريد «كازاي» جونز (بالإنجليزية: Arnold Bernid "Casey" Jones) ، وهو شخصية خيالية، أمريكي مراهق يعيش في مدينة نيويورك، كان يعشق الفنون القتالية، ويرتدي قناعا غامضا لمواجهة أتباع شردير. وهو صديق لسلاحف النينجا، ويساعدهم في تنفيذ المهمات الصعبة داخل المباني الكبيرة بمنهاتن.

## وصلات خارجية
- Official 2003 Animated Series Profile
- Unofficial Character profile
- Read the comic that introduced Casey Jones at the Official Ninja Turtles site